# Cockney rhyming slang
Cockney rhyming slang is een Engels slang afkomstig uit het gebied ten oosten van de Tower Bridge en ten noorden van de Theems in Londen. Veel van haar gebruikelijke uitdrukkingen zijn doorgesijpeld in het alledaagse taalgebruik en het scheppen van nieuwe uitdrukkingen is niet langer voorbehouden aan Cockneys. Tot in de late 20e eeuw was Rhyming Slang erg gebruikelijk in Australisch slang, waarschijnlijk ten gevolge van de invloed van het Cockney op het Australische Engels.
Het ontwikkelde zich als een methode om de betekenis van een zin te verduisteren voor hen die het slang niet verstonden, maar het blijft nog steeds een kwestie van speculatie of dit een taalkundig toeval was, of bewust ontwikkeld werd om delinquenten bij te staan, of om een bepaalde gemeenschap te voorzien van hun eigen taal en op die manier bij elkaar te houden.
Rhyming slang werkt als volgt: men vervangt het te verduisteren woord door het eerste woord van een woordgroep die rijmt op dat woord. Bijvoorbeeld:
| Betekenis                          | Rijmt op           | Slang     |
| ---------------------------------- | ------------------ | --------- |
| face                               | boat race          | boat      |
| feet                               | plates of meat     | plates    |
| money                              | bread and honey    | bread     |
| The Sun (een Britse tabloid-krant) | Currant Bun        | Currant   |
| wife                               | trouble and strife | trouble   |
| look                               | butcher's hook     | butcher's |
| beers                              | Britney Spears     | Britneys  |

Deze stijl van rijmen is ook doorgebroken in vele Engelstalige landen, waar de originele woordgroepen voorzien worden van rijmwoorden die gemaakt zijn om de aan de lokale behoeften te voldoen. De creatie van nieuwe rhyming slang is een woordspelletje geworden voor mensen van alle sociale klassen en streken.
Vaak wordt het gebruikt in films (zoals Lock, Stock and Two Smoking Barrels (1998), die een overzicht van Cockney Rhyming Slang bevat op de dvd-versie, om de kijker wat op weg te helpen. Maar ook op televisie is het geen zeldzaam verschijnsel (bijvoorbeeld Minder, EastEnders).
Sommig rhyming slang is vastgeworteld in een zeer beperkte tijdgeest en zal gauw verdwijnen. Zo zal de laatste in bovenstaande tabel waarschijnlijk niet veel langer duren dan Britney Spears' eigen carrière.
Op de Engelstalige versie van deze pagina en in de externe links worden nog veel meer voorbeelden gegeven.